# Михаилидис, Алекос
Але́кос Михаили́дис (греч. Αλέκος Μιχαηλίδης; 13 августа 1933, дер. Миликури, Кипр — 6 января 2008, Пафос, Кипр) — кипрский политический деятель, бывший министр иностранных дел Кипра (1993—1997).

## Биография
Обучался экономике в Великобритании и в технологическом институте Атланты (США).
Был впервые избран членом парламента в 1976 году от Демократической партии, и в 1977 году он стал президентом Палаты Представителей парламента Кипра, когда Спирос Киприану оставил свою должность, чтобы занять пост Президента Республики после смерти Архиепископа Макария III.
В 1980 году он основал в Новую демократическую фракцию после ухода из Демократической партии из-за несогласия по взаимодействию с АКЭЛ на Президентских Выборах.
В 1993—1997 годы — министр иностранных дел Кипра.